# Émile Lemoine
Émile Michel Hyacinthe Lemoine (n. 22 noiembrie 1840, Quimper, Bretagne, Franța – d. 21 februarie 1912, Paris, Franța) a fost un inginer și matematician francez, profesor la École Polytechnique. Acesta este considerat părintele geometriei triunghiulare moderne și a devenit celebru prin demonstrarea existenței unui punct Lemoine în cadrul unui triunghi.

## Lucrări
- Sur quelques propriétés d'un point remarquable du triangle (1873)
- Note sur les propriétés du centre des médianes antiparallèles dans un triangle (1874)
- Sur la mesure de la simplicité dans les tracés géométriques (1889)
- Sur les transformations systématiques des formules relatives au triangle (1891)
- Étude sur une nouvelle transformation continue (1891)
- La Géométrographie ou l'art des constructions géométriques (1892)
- Une règle d'analogies dans le triangle et la spécification de certaines analogies à une transformation dite transformation continue (1893)
- Applications au tétraèdre de la transformation continue (1894)